# Vườn quốc gia Paparoa
Vườn quốc gia Paparoa là một vườn quốc gia nằm trên bờ biển phía tây của đảo Nam của New Zealand. Nó được thành lập vào năm 1987 bao gồm diện tích rộng 306 km ². Hệ sinh thái ở đây thay đổi từ khu vực bờ biển phía tây cho đến những đỉnh núi cao của dãy Paparoa. Một phần riêng biệt của vườn quốc gia nằm ở phía bắc và trung tại hẻm núi Ananui. Vườn quốc gia này bảo vệ một khu vực Karst núi đá vôi và một số hang động, trong đó có hang Metro / Te Ananui là điểm du lịch hấp dẫn. Phần lớn vườn quốc gia được bao phủ bởi những cánh rừng với nhiều loại thực vật.
Các khu định cư nhỏ của Punakaiki, tiếp giáp với địa điểm du lịch nổi tiếng Pancake Rocks nằm ở rìa của vườn quốc gia. Vườn quốc gia này cũng nằm gần các thị trấn Westport, Greymouth và Barrytown.

## Lịch sử hình thành
Năm 1976, Câu lạc bộ leo núi Liên bang đã xác định được một phần phía bắc của dãy Paparoa như là một khu vực hoang dã tiềm năng. Năm 1979, Hội đồng hành động về rừng bản địa đã đề xuất một vườn quốc gia có diện tích 130.000 ha, bao gồm các phần phía Bắc của dãy Paparoa và khu vực đất đai tự nhiên ở phía bắc và phía đông. Trong khi đó, theo đề nghị của Sở Nghiên cứu Công nghiệp và Khoa học và Bảo tàng Quốc gia đã thành công trong việc nghiên cứu ý nghĩa sinh thái tuyệt vời của vùng lõi, đó là những khu rừng của vùng núi đá vôi đất thấp - được công bố là khu sinh thái Pororari vào năm 1979.
Đề nghị ban đầu cho việc hình thành vườn quốc gia rộng lớn kết hợp với các khu vực hoang dã đã bị từ chối, nhưng sau bảy vòng đệ trình, cùng với sự giúp đỡ từ các nhóm môi trường khác, bao gồm rừng Hội Bảo vệ Rừng và Chim Hoàng gia New Zealand, thì một khu vực có diện tích 30.327 ha đã được công bố với tên gọi là Vườn quốc gia Paparoa vào 23 tháng 11 năm 1987.

## Địa hình
Vườn quốc gia có địa chất đa dạng và có nhiều địa hình bao gồm núi, vùng đồng bằng và địa hình ven biển.

### Núi
ơn một nửa vườn quốc gia là khu vực núi, từ mép phía đông của khu vực nếp lõm đến các đỉnh núi của dãy Paparoa. Về phía đông của dãy núi các thung lũng ngắn và dốc đứng cao chót vót.
Địa chất chủ yếu đá granit và đá phiến ma của núi Paparoa có địa chất gần tương đồng với Fiordland hơn so với dãy núi chính là dãy Alps phía Nam. Điều này là do Đứt gãy Alpine đã tách chúng ra khỏi phần còn lại của đảo Nam cách đây 10 triệu năm.

### Ven biển

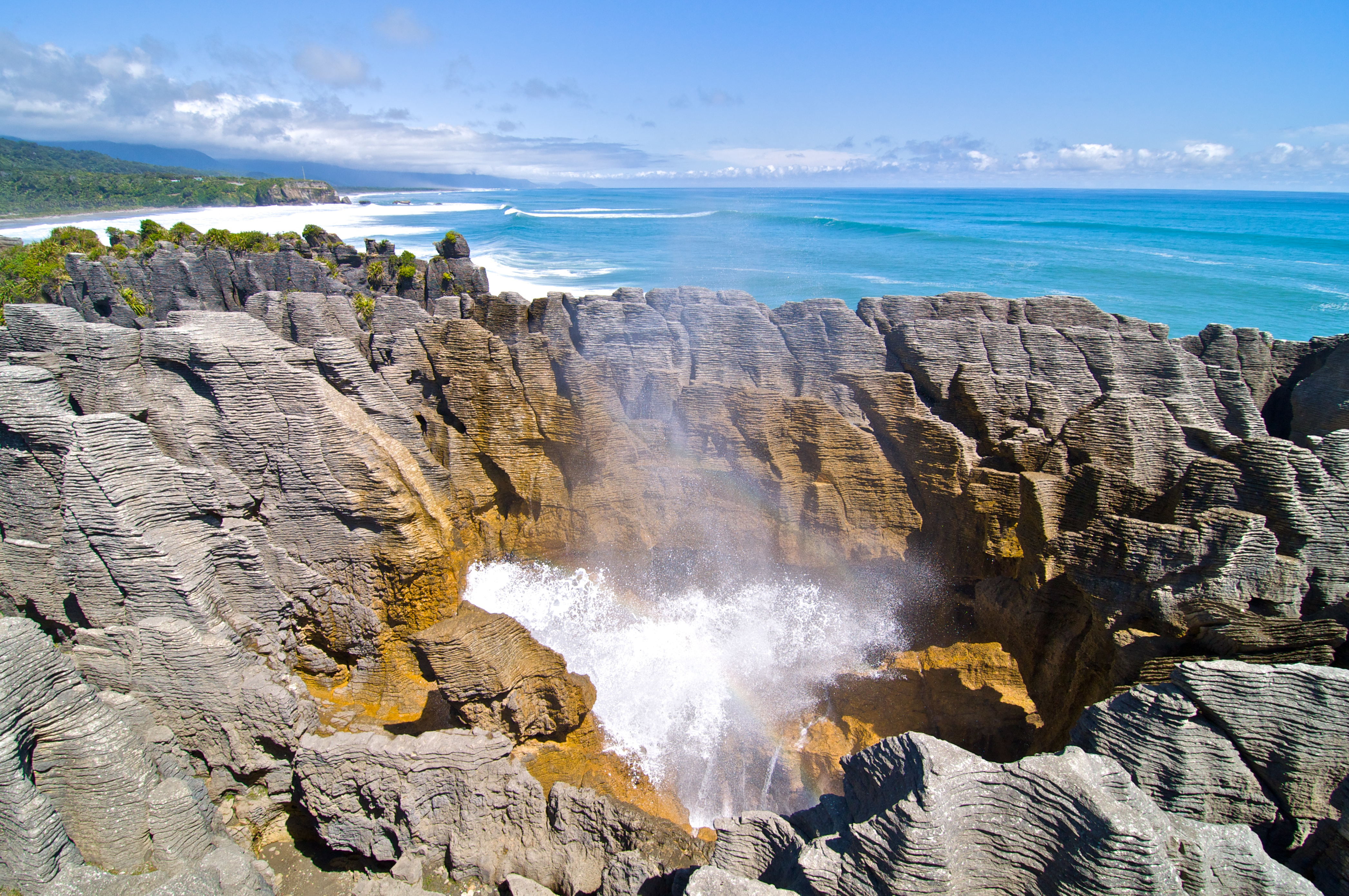
"Pancake Rocks" tại Vườn quốc gia Paparoa

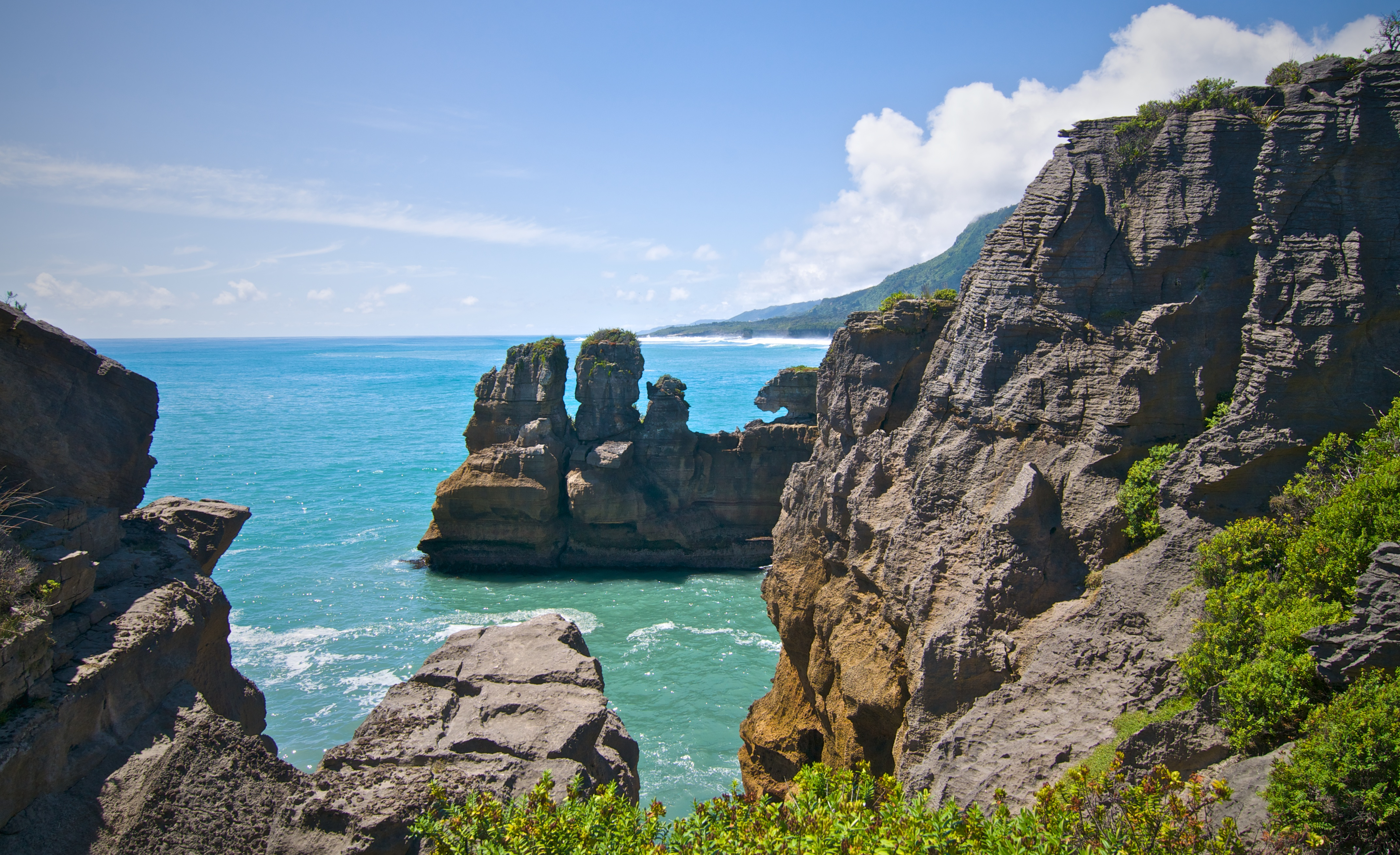
"Pancake Rocks" tại Vườn quốc gia Paparoa

Bờ biển Paparoa được đặc trưng bởi những vách đá cao bị chia cắt bởi những con sóng từ biển Tasman, với những vịnh nhỏ thụt vào và những bãi cát. Có những hòn đảo nhỏ ngoài khơi bờ biển và cột đá. Các tính năng nổi tiếng nhất của khu vực ven biển là ở Dolomite Point, gần Punakaiki, nơi có những lỗ phun.
Một tính năng quan trọng khác của bờ biển là nơi trú ngụ của các loài chim biển quý hiếm, trong đó phải kể đến Procellaria westlandicacó mặt ở phía nam sông Punakaiki. Các khu vực ngập nước tại Punakaiki đã được xác định là vùng chim quan trọng bởi BirdLife International.

## Động thực vật
Đây là nơi trú ngụ của số lượng lớn của hải cẩu New Zealand (hay còn gọi là hải cẩu phương nam), hình thành khu vực lân cận xung quanh Westport như ở Mũi Foulwind. Số lượng ít các loài Voi biển phương nam và Hải cẩu báo cũng có mặt. Cá heo Hector (mật độ cao nhất New Zealand) và cá voi sát thủ có thể quan dễ dàng đứng gần bờ biển để sát. For whales, their number is still very small, but various species have been observed  Các loài cá voi khác tuy có số lượng hạn chế và di cư theo mùa như Cá voi đầu bò phương nam, cá voi lưng gù, cá voi xanh cũng có thể thấy được trong một số khu vực.